# Asplenium regulare
Asplenium regulare är en svartbräkenväxtart som beskrevs av Olof Peter Swartz. Asplenium regulare ingår i släktet Asplenium och familjen Aspleniaceae. Inga underarter finns listade.